# Nitrophyte

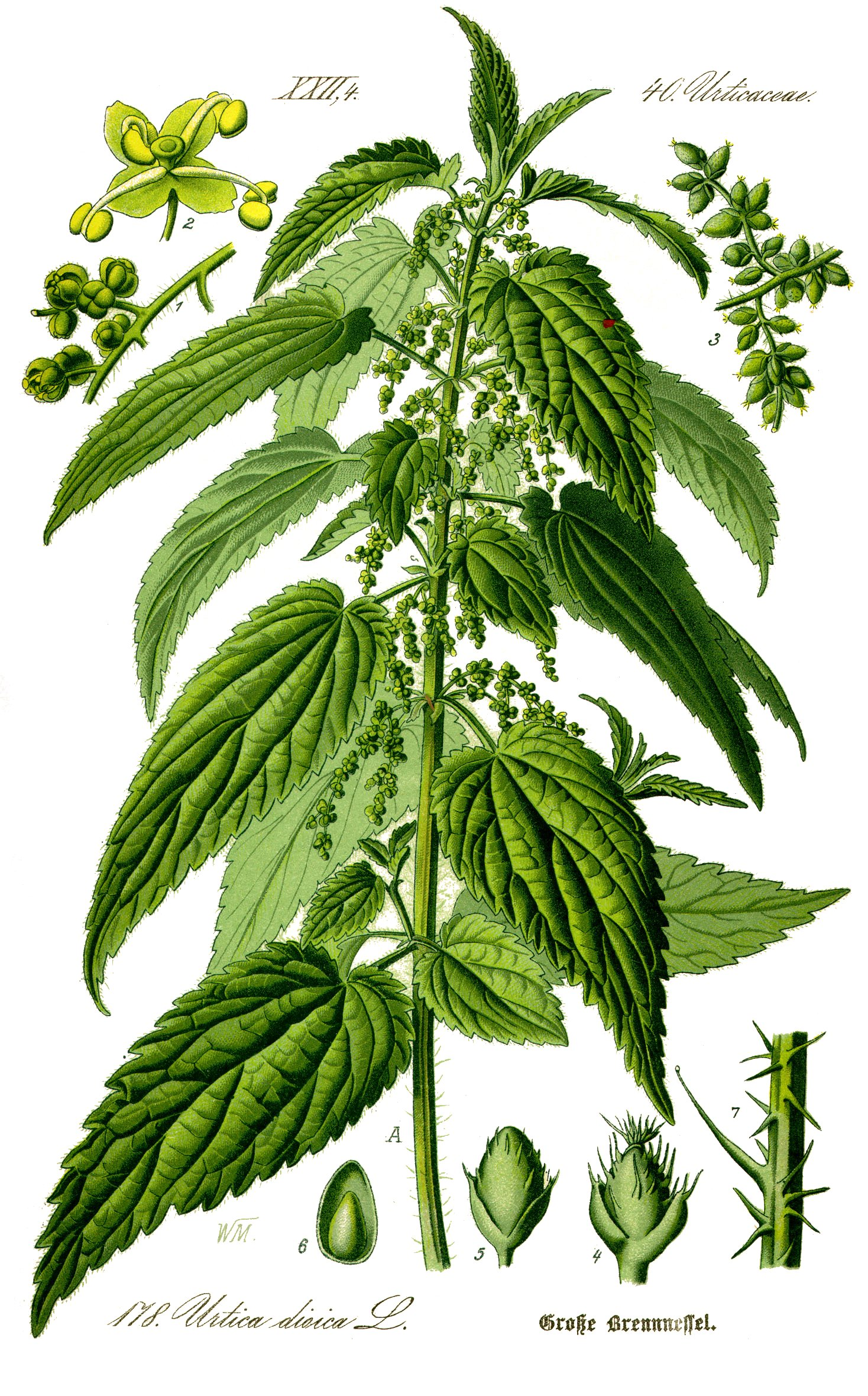
La grande ortie (Urtica dioica) est une plante nitrophile très répandue.

En botanique, une nitrophyte (appelée aussi plante nitrophile ou nitratophile) est une plante qui demande des sols riches en nitrates (azote) ou en déchets organiques à minéralisation rapide (processus microbiologiques édaphiques de décomposition et de nitrification), ou qui s'adaptent à ces milieux.
C'est le cas de la grande ortie et de nombreuses plantes rudérales ou du champignon Clitocybe nitrophila par exemple.
On appelle aussi parfois ces plantes des « pointeurs d'azote ». Avec la diffusion des engrais chimiques, ces plantes sont favorisées au détriment d'autres plantes appréciant moins l'abondance d'azote, ce qui contribue à réduire la biodiversité.
Une espèce nitrocline préfère les sols ou les eaux assez riches en nitrates.

## Localisation
On trouve ces plantes le plus souvent le long des côtes, des fleuves, des rivières (vases temporairement asséchées), dans les cultures, recrûs et jachères, à proximité immédiate des bâtiments et des lieux fréquentés par les animaux (chemins d'accès à la ferme, reposoirs enrichis en nitrates par les déjections du bétail, des oiseaux, friches « guanophiles » des îlots rocheux fréquentés par les oiseaux de mer), le long des routes et les lieux rudéraux en général.

## Espèces
Environ 200 espèces de plantes à fleurs sont des pointeurs d'azote, la plupart sont des plantes herbacées.
Les plus courantes sont les suivantes (entre parenthèses, l'indice d'azote) :
- en forêt : grande ortie (8), ronces (6), balsamine des bois et balsamine à petites fleurs (6)
- en prairie : pissenlit (8), oseille (8)
- en bordure de champs : Cirse des champs (7), Sureau noir (9), alliaire officinale (9)

et aussi :
- Senecio, Berce sphondyle, chardon crépu (9),
- Mélilot blanc, Mélilot officinal, Gaillet gratteron, Anthrisque, Mouron des oiseaux, Arroche des jardins, Atriplex, Sureau à grappes, Cirse commun, langue de chien, douce-amère (8),
- Lierre terrestre, benoîte commune, Dryopteris dilatata (7)
- Fougère mâle (6)